# 정십이면체
| 정십이면체                            | 정십이면체                    |
| ------------------------------------- | ----------------------------- |
| (클릭해서 회전하는 모델을 볼 수 있다) |                               |
| 종류                                  | 플라톤 다면체                 |
| 성분                                  | F = 12, E = 30 V = 20 (χ = 2) |
| 면의 수{변의 수}                      | 12{5}                         |
| 콘웨이 표기                           | D                             |
| 슐레플리 기호                         | {5,3}                         |
| 면 배치                               | V3.3.3.3.3                    |
| 위토프 기호                           | 3 \| 2 5                      |
| 콕서터 다이어그램                     |                               |
| 대칭                                  | Ih, H3, [5,3], (*532)         |
| 회전군                                | I, [5,3]+, (532)              |
| 참조                                  | U23, C26, W5                  |
| 특성                                  | 정다면체, 볼록                |
| 이면각                                | 116.56505° = arccos(−⁠1/√5⁠)    |
| 5.5.5 (꼭짓점 도형)                   | 정십이면체 (쌍대 다면체)      |
| 전개도                                |                               |

정십이면체(正十二面體, dodecahedron)는 한 개의 꼭짓점에 세 개의 면이 만나고, 12개의 정오각형 면으로 이루어진 3차원 정다면체이다. 모서리의 수는 30개, 꼭짓점의 수는 20개이며 정이십면체와 쌍대다면체이다. 정이십면체는 깎은 엇오각쌍뿔이다. 참고로 깎은 엇각쌍뿔은 깎인 단면이 서로 꼬여 있다는 것과 옆면이 사각형이 아니라 오각형이라는 것을 제외하면 쌍각뿔대와 동일하다. 또한 한 이면각의 크기는 약 116.5237°  정도이다. 한 모서리에 모일 수 있는 정십이면체 개수는 3개인데 이는 정백이십포체에 해당한다. 오목한 정다면체로는 한 모서리에 정십이면체 5/2개가 모여 거대 백이십포체가 된다.

## 공식
한 모서리의 길이가 {\displaystyle a}인 정십이면체의 부피와 겉넓이는 다음과 같다.
{\displaystyle V={\frac {15+7{\sqrt {5}}}{4}}a^{3}}
{\displaystyle A=3{\sqrt {25+10{\sqrt {5}}}}a^{2}}
정십이면체의 이면각은 {\displaystyle \arccos \left(-{\frac {1}{\sqrt {5}}}\right)}도로, 약 116.565도이다.

## 비슷한 다면체
| 정십이면체 | 파일:TruncatedDodecahedron.svg · 깎은 정십이면체 | 파일:IcosiDodecahedron.svg · 십이이십면체 | 깎은 정이십면체 | 정이십면체 |

## 같이 보기
- 정백이십포체
- 도데카헤드레인
- 오방십이면체
- 다듬은 정십이면체
- 깎은 정십이면체